# نقش زيد عنان 11
نقش زيد عَنان 11 (والمعروف أيضًا باسم ترنيمة ألمقه أو MB 2004 I-94 ) هي قصيدة سبئية من القرن الثالث الميلادي اُكتُشفَت على شكل نقش نذري مُخَزّن في معبد أوام في مدينة مأرب من جنوب شبه الجزيرة العربية قبل الإسلام. كانت مأرب عاصمة مملكة سبأ، التي تقع في شرق اليمن حاليًا. القصيدة هي ترنيمة دينية عسكرية مخصصة لتمجيد الإله المقه، الذي يسمى في النص الإله كهل. وتظهر الصورة رقم 11 كهل يقود جيشًا من السبئيين إلى اليمامة (التي كانت تسمى آنذاك جو)، وهي المنطقة التي اخترقها وغزاها بانتصار. وفقًا للنقش، فإن هذه الحملة هي جزء من "صعود كاهل في الشرق" (بمعنى التغلب على الليل). 
وتكشف القصيدة أيضًا عن تطور في الأديان ما قبل الإسلامية حيث يستوعب كاهل خصائص ووظائف العديد من الآلهة التي سبقته في البانتيون. ويرى بعض المؤرخين أن هذا يمثل اتجاهًا مستمرًّا في دين جنوب الجزيرة العربية في ذلك الوقت نحو ظهور التوحيد عند العرب قبل الإسلام . ولعل الخطوة الثانية في هذه العملية كانت تحول كهل إلى إله الرحمن قبل عهد الملكين ملكي كرب يهأمن وأبو كرب.

## السياق والجدارة
اُكتُشفَت القصيدة في عام 1976، وسُميَت باسم زيد عنان، وهو اسم الشخص الذي نشرها. وقد دُرسَت منذ ذلك الحين من جميع المؤرخين الرئيسين تقريبًا في تاريخ جنوب شبه الجزيرة العربية قبل الإسلام.
تتميز هذه القصيدة بالعديد من الأسباب: فهي أقدم قطعة أدبية معروفة تستخدم القافية النهائية بشكل متسق، وهي أقدم نص أسطوري معروف من جنوب شبه الجزيرة العربية، كما أنها تمتلك بنية أدبية قابلة للمقارنة بالشعر الجاهلي. ويستخدم أيضًا صيغًا معروفة من نقوش سبئية أخرى، مثل الدعاء بقوة كاهل. كان مفهوم تجلي قوة الإله جزءًا مهمًا من ممارستهم الدينية اليومية.

## البناء
إلى جانب نقش زيد عنان 11، لا يُعرف سوى ثلاثة نقوش عربية أخرى من فترة ما قبل الإسلام تتعلق بأسطورة الخلق، وقد عُثر عليها جميعها أيضًا في معبد أوام. من الناحية البنيوية، تتكون القصيدة من ثلاثة وعشرين سطرًا. يتكون من مقدمة وستة مقاطع. يتكون كل مقطع من أربعة أبيات. كل مقطع يتكون من قافية وإيقاع خاص به. وقد قُورنَت هذه الآية بالسور المكية المبكرة، مثل سورة القيامة 75 وسورة الانشقاق 84، حيث تتكون أسطرها عادة من ثلاث إلى ست كلمات مع ستة تغييرات في القافية طوال مدة التكوين. لا يمكن رؤية البنية الشعرية لنقش زيد عنان 11 بشكل مباشر من النقش، الذي يعمل فقط نصًّا مستمرًّا بدلًا من تقسيمه إلى أسطر فوق بعضها البعض، على الرغم من أن كل مقطع يبدأ بلفظ (بكهل).

## نص

### ترجمة جزئية من بحث باللغة الإنجليزية
وقد أعد الباحث اليمني مطهر بن علي الإرياني ترجمة عربية متحررة للقصيدة جاء فيها:
بحقك يا (كهل) يا صاحب المقام الرفيع على المنصة المرصوصة بإحكام
ويا من في قلب (أوام) أنت موجود وجوداً يحير الأفهام

ويا من لعظمة محرمكم أجد مثيلاً لا فيما بناه الأقدمون، ولا فيما سيظل الناس يفعلون
المقطع الثاني ترجمه محمد المرقطين إلى الإنجليزية، ومجددًا تُرجم هنا للعربية:
1 فبقدرة كهل كل شيء خلقته عظيم. إنكم تريدون أن تهدموا المشرق. ومن لم يقف إلى جانبكم يجعل عليكم عدوكم ذبيحة خطيئة.
ترجم الأرياني الجزء المتبقي من القصيدة أيضاً بترجمة متحررة:
بحقك يا (كهل البهى) يا من ليس من عَبَدك هو الذي يعيد إشراقك،

 ويا من ليس لمن لم يخضع لسلطانك إلا الضيق ، وسوء الحال، حتى يعود فيرضخ لك
بحقك يا (كهل) يا من في (اليمامة) نصرت (ثهوان) فانتصر،
وكل الحروب التي أعلنت عليك دفعها عنك، وجعل لخميسك اليد العليا
فكم من الرجال قهر وأذل من كل من علا شأنه من الناس ومن منهم سفل 
بحقك يا (كهل البوحات)يا من أشرقت وهّناً من اليل، وبإشراقك أعنت (ذاملوب) وأسندته، وشددت أزره،
وأعنت (المق) الذي سدّ الثغرات، ودفع الأعداء بعيداً،
وتحت قدميك كم من خميس معاد ألقاه محطماً،
بحقك يا (كهل) في هذا اليوم الذي تعالى فيه ملكك، وتعاظم أمر خميسك وآل أمره إلى مزيد من القوة والخير
أما هذه الحروب التي شنت عليك فإن قادتك قد أخمدوها وكبحوا جماحها، وذلك لأن (ثهوان) كان هو القائد المقدم
بحقك يا (كهل) يا من بطلوعه وإشراق نوره جاء نصره لـ(ثهوان)، وأرفق معه (المق ذا جوب)
ولهذا فإن كل حرب عليكقد انقطع شرها تحتك، وانحبس أمرها دونك
وهؤلاء العرب ومن مالأهم فهاجموا قواتك، مالبث (ثهوان) أن يافعهم فاعتلى من وجموا مخالفين لك

### النسخ
النسخة القياسية لنقش زيد عنان 11 هي نسخة الأرياني. ومؤخراً صوبها وأعاد ترجمتها للألماني الباحثان شتاين ومولتهوف، على النحو التالي:
بِكَهْل، ذي القوة المتين

 في معبد أوام تجلت حكمتك!
ولِمَعبَدِكَ لا أجد مثيلاً
لكي أقدمه لك
بِكَهْل، الذي لا يوصف
فلتَمنح إشراقـتُـكَ
ولتأخذ الآلهة بيدِك
أعدائكَ تَخضعُ لَكَ
بِكَهْل، لجماعتك النصر
وكل أعدائك تقتاد
جيشك، يا سيدنا، تَبَلبَل
ما علا منه وسفل
بِكَهْل، نصير الواهنين
ومانح الحماية، المُعين
إيلمقه صداد الرِماح
من تحتك الجيوش تُباح
بِكَهْل، تبارك مُلكك في العلياء
وجيشك تمنحه النعماء
وإن الأعداء تحتك تُلجَم
أياً ما تكون، تُهزَم
بِكَهْل، من أشرق على الأنصاب نوره
إيلمقه والرفيق يرعاه حضوره
وإن الأعداء تحتك تخضع
اخضعهم واحمل عليهم الضيق

المجد الرفيع للذي وَعْدُتَ

## طالع أيضًا
- نقش ترنيمة الشمس
- النقوش العربية قبل الإسلام

### الاستشهادات
1. 1 2 3  Maraqten 2015، صفحة 111.
2. 1 2  Daum, Abdullah & Al-Iryani 2023، صفحة 145.
3. ↑  Inan 1976.
4. ↑  Daum, Abdullah & Al-Iryani 2023، صفحة 140.
5. ↑  Daum, Abdullah & Al-Iryani 2023، صفحة 141.
6. ↑  Al-Jallad 2020، صفحة 122.
7. ↑  Stein 2008، صفحة 205–206.
8. ↑  Daum, Abdullah & Al-Iryani 2023، صفحة 147.
9. ↑  Daum, Abdullah & Al-Iryani 2023، صفحة 148–149.
10. ↑  Al-Iryani 2005.
11. ↑  Stein 2008، صفحة 205.
12. ↑  Multhoff/Stein 2024، صفحة 250-251.